# Acarospora nodulosa
Acarospora nodulosa är en lavart som först beskrevs av Léon Dufour, och fick sitt nu gällande namn av Hue. Acarospora nodulosa ingår i släktet Acarospora och familjen Acarosporaceae.   Inga underarter finns listade i Catalogue of Life.